# Länsväg 303
De Zweedse weg 303 (Zweeds: Länsväg 303) is een provinciale weg in de provincie Gävleborgs län in Zweden en is circa 18 kilometer lang.

## Plaatsen langs de weg
- Ockelbo
- Hagsta/Bergby

## Knooppunten
- Länsväg 272 bij Ockelbo (begin)
- E4 bij Hagsta (einde)